# Xã Golden Valley, Quận Roseau, Minnesota
Xã Golden Valley (tiếng Anh: Golden Valley Township) là một xã thuộc quận Roseau, tiểu bang Minnesota, Hoa Kỳ. Năm 2010, dân số của xã này là 189 người.